# José Maria Tomé
José Maria Tomé, também conhecido como José Maria Sem Chance (Alto Santo, 4 de janeiro de 1982) é um lutador brasileiro de MMA que atualmente compete na categoria peso mosca.

## Carreira no MMA
José Maria tem um cartel de 33 vitória e quatro derrotas, sendo uma delas para o também brasileiro John Lineker no UFC 163. José fez sua estreia no MMA no evento Limo Fight 2 contra Dede Selvagem no dia 10 de agosto de 2004 e venceu por nocaute técnico deferindo socos.

### Shooto Brasil
José Maria fez apenas uma luta no Shooto foi na edição 35 do evento no Brasil em 20 de outubro de 2012, ele lutou contra o também brasileiro Léo Jacaré e venceu por nocaute técnico desferindo socos.

### Ultimate Fighting Championship
José Maria fez sua estreia no UFC contra o também brasileiro John Lineker no dia 03 de agosto de 2013 no evento UFC 163 e perdeu por nocaute técnico após levar vários socos.
José Maria enfrentou o americano estreante no evento Dustin Ortiz, em 9 de novembro de 2013 no UFC Fight Night: Belfort vs. Henderson II. Ele perdeu por nocaute técnico no terceiro round.
No dia 26 de janeiro de 2014 José Maria foi demitido do UFC, confirmado pelo empresário dele, Marcelo Brigadeiro.

## Cartel no MMA
| Cartel no MMA       |             |            |
| 40 lutas            | 33 vitórias | 5 derrotas |
| Por nocaute         | 15          | 1          |
| Por finalização     | 13          | 0          |
| Por decisão         | 3           | 4          |
| Por desqualificação | 2           | 0          |
| No contest          | 2           | 2          |

| Res.    | Cartel   | Oponente                      | Método                                      | Evento                                    | Data       | Round | Tempo | Local                              | Notas                                       |
| ------- | -------- | ----------------------------- | ------------------------------------------- | ----------------------------------------- | ---------- | ----- | ----- | ---------------------------------- | ------------------------------------------- |
| Derrota | 33-5 (2) | Dustin Ortiz                  | Nocaute Técnico (socos)                     | UFC Fight Night: Belfort vs. Henderson II | 09/11/2013 | 3     | 3:07  | Goiânia, Goiás                     |                                             |
| Derrota | 33–4 (2) | John Lineker                  | Nocaute Técnico (socos)                     | UFC 163: Aldo vs. Korean Zombie           | 03/08/2013 | 2     | 1:03  | Rio de Janeiro                     | Estreia no UFC                              |
| Vitória | 33–3 (2) | Milton Cesar                  | Finalização (mata leão)                     | WOCS 26                                   | 24/05/2013 | 1     | 4:54  | Itajaí, Santa Catarina             |                                             |
| Vitória | 32–3 (2) | Luciano Bulldog               | Finalização (mata leão)                     | Sparta MMA 3 - Class                      | 23/02/2013 | 2     | 3:50  | Balneário Camboriú, Santa Catarina |                                             |
| Vitória | 31–3 (2) | Léo Jacaré                    | Nocaute Técnico (socos)                     | Shooto - Brazil 35                        | 20/10/2012 | 2     | 1:20  | Rio de Janeiro                     |                                             |
| Vitória | 30–3 (2) | Bryan Mauricio                | Nocaute Técnico (socos)                     | International Cage Combat 2               | 25/08/2012 | 2     | 2:38  | Campo Grande, Mato Grosso do Sul   |                                             |
| Vitória | 29–3 (2) | Jerry Tolentino               | Finalização (chave de braço)                | Limo Fight 9                              | 09/05/2012 | 1     | 3:45  | Limoeiro do Norte, Ceará           |                                             |
| Vitória | 28–3 (2) | Lucas Delmonico               | Finalização (guilhotina)                    | Beija-Flor Fight Combat                   | 03/12/2011 | 1     | 3:13  | Nilópolis, Rio de Janeiro          |                                             |
| Vitória | 27–3 (2) | Diogo Esquilo                 | Finalização (chave de braço)                | Octagon MMA                               | 01/10/2011 | 1     | 3:35  | Itajaí, Santa Catarina             | Venceu o Grand Prix do OMMA                 |
| Vitória | 26–3 (2) | Lucas Eduardo                 | Finalização (mata leão)                     | Octagon MMA                               | 01/10/2011 | 1     | 0:43  | Itajaí, Santa Catarina             | Semi-Final do Grand Prix do OMMA            |
| Vitória | 25–3 (2) | Wagner Mexicano               | Decisão (unânime)                           | Centurion Mixed Martial Arts 2            | 09/07/2011 | 3     | 5:00  | Itajaí, Santa Catarina             |                                             |
| Vitória | 24–3 (2) | Anderson Cruz                 | Finalização (mata leão)                     | Centurion Mixed Martial Arts              | 15/01/2011 | 1     | 3:02  | Balneário Camboriú, Santa Catarina |                                             |
| Vitória | 23–3 (2) | Carlos Popo                   | Nocaute Técnico (socos)                     | Sobral Extreme - Evolution                | 07/05/2010 | 1     | N/A   | Sobral, Ceará                      |                                             |
| Vitória | 22–3 (2) | Ivan Alves                    | Nocaute Técnico (parada à pedido do corner) | Sobral Extreme - Fighter                  | 09/11/2009 | 2     | 2:41  | Sobral, Ceará                      |                                             |
| NC      | 21–3 (2) | Francisco Sinai               | Sem Resultado (chute ilegal)                | Kabra Fight Nordeste 2                    | 16/07/2009 | 1     | N/A   | Fortaleza, Ceará                   |                                             |
| Vitória | 20–3 (1) | Everton Everton               | Finalização (mata-leão)                     | Arena Fight - Limoeiro 6                  | 14/01/2009 | 1     | N/A   | Limoeiro do Norte, Ceará           |                                             |
| Vitória | 19–3 (1) | Tiago Urubu                   | Desqualificação (socos ilegais)             | Arena Fight - Limoeiro 5                  | 12/10/2008 | 2     | 3:56  | Limoeiro do Norte, Ceará           |                                             |
| Vitória | 18–3 (1) | Aldo Mascote                  | Nocaute Técnico (cansaço)                   | Jaguaretama Fight Night                   | 31/08/2008 | 3     | 3:52  | Jaguaretama, Ceará                 |                                             |
| Derrota | 17–3 (1) | Carlos David Oliveira         | Finalização (chave de tornozelo)            | Fortal Fight Grand Prix                   | 24/07/2008 | 2     | N/A   | Fortaleza, Ceará                   | Final do Grand Prix do Fortal Fight         |
| Vitória | 17–2 (1) | Maluinha Maluinha             | Finalização (mata leão)                     | Fortal Fight Grand Prix                   | 24/07/2008 | 1     | N/A   | Fortaleza, Ceará                   | Semifinal do Grand Prix do Fortal Fight     |
| NC      | 16–2 (1) | Territe Martins               | Sem Resultado (cabeçada acidental)          | Nocaute Fight - MMA Edition 1             | 21/05/2008 | 2     | 1:24  | Fortaleza, Ceará                   |                                             |
| Vitória | 16–2     | Rafael Moreira                | Finalização (chave de braço)                | Show Fight                                | 04/04/2008 | 2     | 4:47  | Antonio Diogo, Ceará               |                                             |
| Vitória | 15–2     | Ronaldo Figueiredo Lima Jr.   | Decisão (dividida)                          | Kabra Fight Nordeste                      | 13/03/2008 | 3     | 5:00  | Fortaleza, Ceará                   |                                             |
| Derrota | 14–2     | Jussier Formiga               | Finalização (mata leão)                     | Original Bairros Fight 7                  | 09/03/2008 | 1     | 3:41  | Natal, Rio Grande do Norte         |                                             |
| Vitória | 14–1     | Arivaldo Batista da Silva     | Nocaute Técnico (cansaço)                   | Original Bairros Fight 5                  | 10/02/2008 | 2     | N/A   | Natal, Rio Grande do Norte         |                                             |
| Derrota | 13–1     | Leandro Higo                  | Finalização (chave de braço)                | Arena Fight - Limoeiro 4                  | 09/01/2008 | 1     | 0:39  | Limoeiro do Norte, Ceará           |                                             |
| Vitória | 13–0     | Joao Paulo                    | Nocaute (slam)                              | AFO - Canguaretama                        | 05/01/2008 | 1     | 1:17  | Canguaretama, Rio Grande do Norte  |                                             |
| Vitória | 12–0     | Diego Divino                  | Nocaute Técnico (socos)                     | Limo Fight 6                              | 23/08/2007 | 1     | 4:10  | Limoeiro do Norte, Ceará           |                                             |
| Vitória | 11–0     | Jose Marcos Lima Santiago Jr. | Nocaute Técnico (socos)                     | Arena Fight - Limoeiro 3                  | 27/07/2007 | 1     | N/A   | Limoeiro do Norte, Ceará           | Venceu a Final do Grand Prix do Arena Fight |
| Vitória | 10–0     | Marcio Cabecao                | Nocaute Técnico (socos)                     | Arena Fight - Limoeiro 3                  | 27/07/2007 | 1     | N/A   | Limoeiro do Norte, Ceará           | Semifinal do Grand Prix do Arena Fight      |
| Vitória | 9–0      | Fabio Lima                    | Desqualificação (chute ilegal na cabeça)    | Strike Brazil 3                           | 17/03/2007 | 1     | 2:47  | Fortaleza, Ceará                   |                                             |
| Vitória | 8–0      | Paulo Eric                    | Nocaute Técnico (socos)                     | Arena Fight - Limoeiro 2                  | 27/11/2006 | 2     | 1:18  | Limoeiro do Norte, Ceará           |                                             |
| Vitória | 7–0      | Koreano Koreano               | Finalização (mata leão)                     | Limo Fight 5                              | 10/09/2006 | 1     | 1:41  | Limoeiro do Norte, Ceará           |                                             |
| Vitória | 6–0      | Cacique Cacique               | Finalização (mata leão)                     | Open Dragao do Mar de MMA 1               | 29/08/2006 | 1     | 0:39  | Aracati, Ceará                     |                                             |
| Vitória | 5–0      | Janjão Janjão                 | Finalização (kimura)                        | Vale Fight                                | 27/11/2005 | 1     | 2:01  | Morada Nova, Ceará                 |                                             |
| Vitória | 4–0      | Denilson Capetinha            | Nocaute (soco)                              | Quixere Fight 1                           | 28/07/2005 | 3     | 0:21  | Quixeré, Ceará                     |                                             |
| Vitória | 3–0      | Junior Cabeleira              | Nocaute Técnico (joelhada)                  | Limo Fight 3                              | 05/02/2005 | 1     | 0:37  | Limoeiro do Norte, Ceará           |                                             |
| Vitória | 2–0      | Ricson Moura                  | Nocaute Técnico (socos)                     | Arena Fight - Limoeiro                    | 18/12/2004 | 1     | 0:49  | Limoeiro do Norte, Ceará           |                                             |
| Vitória | 1–0      | Dede Selvagem                 | Nocaute Técnico (socos)                     | Limo Fight 2                              | 10/08/2004 | 2     | 1:22  | Limoeiro do Norte, Ceará           | Estreia no MMA                              |